# Manoir de Ruscouart
Le manoir de Ruscouart est un édifice situé à Sérent en France.

## Localisation
Le manoir est situé sur le territoire de la commune de Sérent, au lieu-dit le Ruscouart, dans le département du Morbihan en région Bretagne.

## Description
Le manoir date du XVe siècle, le plan du logis qui, sur le cadastre de 1829 déjà, présente la forme d'un T pose problème lorsqu'on regarde la façade postérieure : les pierres qui semblent être des pierres d'attente pourraient être le vestige d'une aile de bâtiment détruit ; le logis aurait alors adopté un plan en L. Édifice à un étage carré construit en moellons sans chaîne en pierre de taille de granite et de schiste. Toiture à longs pans recouverte d'ardoises, pignon couvert, noue. Escalier dans-œuvre : escalier à vis sans jour.

## Historique
Le texte de la réformation (recensement de la noblesse) de 1514 mentionne : "Loys du Val et Marie de Sérent sa femme tiennent en ladite paroisse les maisons et manoirs de [...] et Rusecouart pareillement exempts de antiquité (quels furent aultrefois à Jehan de Sérent en son temps sgr desdits lieux)." En 1536, Ruscoart est au sieur de la Villereix. Le manoir a été construit dans le courant du XVe siècle si l'on en juge par la présence de plusieurs éléments qui apparaissent encore sur les photographies de 1984 : une souche polygonale sur le pignon sud du logis et, toute proche, d'une cheminée sur mur gouttereau sur la façade est ; l'arc brisé de la porte principale et de la porte haute conforte cette datation.
Il est inscrit à l'inventaire général du patrimoine culturel.